# Bathophilus flemingi
Bathophilus flemingi es una especie de pez de la familia Stomiidae en el orden de los Stomiiformes.

## Morfología
• Los machos pueden llegar alcanzar los 16 cm de longitud total.

## Reproducción
Es ovíparo con larvas y huevos 
planctónicos.

## Alimentación
Come pequeños crustáceos.

## Depredadores
En los Estados Unidos es depredado por Thunnus alalunga .

## Hábitat
Es un pez de mar y de aguas profundas que vive entre 225-1.370 m de profundidad.

## Distribución geográfica
Se encuentra desde la Columbia Británica (Canadá) hasta la Península de Baja California (México), incluyendo el Golfo de Alaska.